# Ndiaye Deme N'Diaye
Ndiaye Deme N´Diaye (Dakar, 28 de Janeiro de 1980) é um futebolista senegalês, que joga habitualmente a avançado.
Foi para o futebol português em 2005 para representar o Clube de Futebol Estrela da Amadora. Em Julho de 2009 mudou-se para o campeonato francês e assinou pelo Athlétic Club Arles-Avignon, da segunda divisão.